# Maud Galtier
Pour les articles homonymes, voir Galtier.
Madeleine "Maud" Galtier (née Mottez le 21 avril 1913 à Toulon et morte le 7 avril 2014 à Paris) est une joueuse de tennis française des années 1950 et 1960. 
Figure régulière des Internationaux de France, elle s'est notamment illustrée en disputant la finale du double dames de l'édition 1954 avec sa compatriote Suzanne Schmitt. Les Françaises s'inclinent face à la paire américaine constituée par la jeune sensation Maureen Connolly (19 ans) et la doyenne Nell Hopman (45 ans).

## Palmarès (partiel)

### Finale en double dames
| No | Date       | Nom et lieu du tournoi         | Catégorie | Surface      | Vainqueures                       | Partenaire      | Score         |          |
| -- | ---------- | ------------------------------ | --------- | ------------ | --------------------------------- | --------------- | ------------- | -------- |
| 1  | 17-05-1954 | Internationaux de France Paris | G. Chelem | Terre (ext.) | Maureen Connolly Nell Hall Hopman | Suzanne Schmitt | 7-5, 4-6, 6-0 | Parcours |

## Parcours en Grand Chelem (partiel)
Si l’expression « Grand Chelem » désigne classiquement les quatre tournois les plus importants de l’histoire du tennis, elle n'est utilisée pour la première fois qu'en 1933, et n'acquiert la plénitude de son sens que peu à peu à partir des années 1950.

### En simple dames
| Année | Championnat d'Australie | Championnat d'Australie | Internationaux de France | Internationaux de France | Wimbledon       | Wimbledon        | US National | US National |
| ----- | ----------------------- | ----------------------- | ------------------------ | ------------------------ | --------------- | ---------------- | ----------- | ----------- |
| 1949  | -                       | -                       | 1er tour (1/32)          | Helen Rihbany            | -               | -                | -           | -           |
| 1950  | -                       | -                       | 1er tour (1/32)          | Janine De Ridder         | 1er tour (1/64) | Rosemary Bulleid | -           | -           |
| 1951  | -                       | -                       | 1er tour (1/32)          | Helena Matous            | -               | -                | -           | -           |
| 1952  | -                       | -                       | 1er tour (1/32)          | J. Boutin                | -               | -                | -           | -           |
| 1953  | -                       | -                       | 1er tour (1/32)          | Joan Curry               | -               | -                | -           | -           |
| 1954  | -                       | -                       | 3e tour (1/8)            | Maureen Connolly         | -               | -                | -           | -           |
| 1955  | -                       | -                       | 1er tour (1/32)          | Fenny ten Bosch          | -               | -                | -           | -           |
| 1956  | -                       | -                       | 1er tour (1/32)          | Věra Pužejová            | -               | -                | -           | -           |
| 1957  | -                       | -                       | 2e tour (1/16)           | Heather Segal            | -               | -                | -           | -           |
| 1958  | -                       | -                       | 2e tour (1/16)           | Ann Haydon-Jones         | 2e tour (1/32)  | Joan Curry       | -           | -           |
| 1959  | -                       | -                       | 1er tour (1/32)          | A. Seghers               | -               | -                | -           | -           |
| 1960  | -                       | -                       | 2e tour (1/16)           | F. de la Courtie         | -               | -                | -           | -           |
| 1961  | -                       | -                       | 3e tour (1/16)           | Renee Schuurman          | -               | -                | -           | -           |
| 1962  | -                       | -                       | 1er tour (1/64)          | Věra Suková              | -               | -                | -           | -           |
| 1963  | -                       | -                       | 2e tour (1/32)           | Jan Lehane               | -               | -                | -           | -           |
| 1964  | -                       | -                       | 3e tour (1/16)           | Lesley Turner            | -               | -                | -           | -           |
| 1965  | -                       | -                       | 1er tour (1/64)          | Julie Heldman            | -               | -                | -           | -           |
| 1966  | -                       | -                       | 2e tour (1/32)           | Esme Emanuel             | -               | -                | -           | -           |

À droite du résultat, l’ultime adversaire.

### En double dames
| Année | Championnat d'Australie | Championnat d'Australie | Internationaux de France      | Internationaux de France   | Wimbledon                     | Wimbledon               | US National US Open | US National US Open |
| ----- | ----------------------- | ----------------------- | ----------------------------- | -------------------------- | ----------------------------- | ----------------------- | ------------------- | ------------------- |
| 1947  | -                       | -                       | 1er tour (1/16) Andrée Varin  | J. Amouretti Aimée Cochet  | -                             | -                       | -                   | -                   |
| 1948  | -                       | -                       | 2e tour (1/8) M. Hamelin      | S. Pannetier J. Patorni    | -                             | -                       | -                   | -                   |
| 1950  | -                       | -                       | 1/4 de finale H. Straubeova   | Louise Brough M. Osborne   | 1er tour (1/32) M. Brunnarius | Effie Hemmant Vera Dace | -                   | -                   |
| 1951  | -                       | -                       | 1er tour (1/16) J. Kermina    | N. Migliori V. Tonolli     | -                             | -                       | -                   | -                   |
| 1952  | -                       | -                       | 1er tour (1/16) Monique Coste | M. Brunnarius R. Veber     | -                             | -                       | -                   | -                   |
| 1953  | -                       | -                       | 1/4 de finale S. Schmitt      | S. Lazzarino N. Migliori   | -                             | -                       | -                   | -                   |
| 1954  | -                       | -                       | Finale S. Schmitt             | M. Connolly Nell Hall      | -                             | -                       | -                   | -                   |
| 1955  | -                       | -                       | 2e tour (1/8) A. Seghers      | Nell Hall Dorothy Knode    | -                             | -                       | -                   | -                   |
| 1956  | -                       | -                       | 1/4 de finale A. Seghers      | Darlene Hard Dorothy Knode | -                             | -                       | -                   | -                   |
| 1957  | -                       | -                       | 1er tour (1/16) A. Seghers    | Ann Haydon C. Truman       | -                             | -                       | -                   | -                   |
| 1958  | -                       | -                       | 2e tour (1/8) A. Seghers      | S. Reynolds R. Schuurman   | 1er tour (1/32) P. Courteix   | Mary Knapp Viola White  | -                   | -                   |
| 1959  | -                       | -                       | 3e tour (1/8) Monique Coste   | Maria Bueno Janet Hopps    | -                             | -                       | -                   | -                   |
| 1960  | -                       | -                       | 2e tour (1/8) Monique Coste   | M. Hellyer Yola Ramírez    | -                             | -                       | -                   | -                   |
| 1961  | -                       | -                       | 3e tour (1/8) A. Seghers      | Jan Lehane Lesley Turner   | -                             | -                       | -                   | -                   |
| 1962  | -                       | -                       | 1er tour (1/32) B. Venter     | Rita Bentley M. Gerson     | -                             | -                       | -                   | -                   |
| 1963  | -                       | -                       | 1er tour (1/16) M. Dusapt     | Jan Lehane Lesley Turner   | -                             | -                       | -                   | -                   |
| 1964  | -                       | -                       | 3e tour (1/8) S. Schmitt      | V. Kodesova Věra Suková    | -                             | -                       | -                   | -                   |
| 1965  | -                       | -                       | 1er tour (1/32) S. Schmitt    | Jill Blackman C. Mercelis  | -                             | -                       | -                   | -                   |
| 1966  | -                       | -                       | 1er tour (1/32) M. Bender     | Esme Emanuel Laura Rossouw | -                             | -                       | -                   | -                   |
| 1968  | -                       | -                       | 1er tour (1/16) B. Venter     | Julie Heldman Fay Toyne    | -                             | -                       | -                   | -                   |

Sous le résultat, la partenaire ; à droite, l’ultime équipe adverse.

### En double mixte
| Année | Championnat d'Australie | Championnat d'Australie | Internationaux de France         | Internationaux de France  | Wimbledon | Wimbledon | US National US Open | US National US Open |
| ----- | ----------------------- | ----------------------- | -------------------------------- | ------------------------- | --------- | --------- | ------------------- | ------------------- |
| 1952  | -                       | -                       | 2e tour (1/16) Mr Trezel         | Pat Ward Gerald Oakley    | -         | -         | -                   | -                   |
| 1953  | -                       | -                       | 3e tour (1/8) Marcel Schaff      | M. Connolly Mervyn Rose   | -         | -         | -                   | -                   |
| 1954  | -                       | -                       | 1/4 de finale Ducos De La Haille | J. Kermina Mervyn Rose    | -         | -         | -                   | -                   |
| 1956  | -                       | -                       | 1/4 de finale Jean Borotra       | Daphne Seeney T. Fancutt  | -         | -         | -                   | -                   |
| 1957  | -                       | -                       | 1er tour (1/32) Jean Borotra     | Bourbonnais Neil Gibson   | -         | -         | -                   | -                   |
| 1958  | -                       | -                       | 1er tour (1/32) Jean Borotra     | de la Courtie G. Deniau   | -         | -         | -                   | -                   |
| 1959  | -                       | -                       | 2e tour (1/8) G. Deniau          | Yola Ramírez W. Knight    | -         | -         | -                   | -                   |
| 1960  | -                       | -                       | 1er tour (1/32) Gérard Pilet     | Pat Stewart W. Alvarez    | -         | -         | -                   | -                   |
| 1961  | -                       | -                       | 1er tour (1/32) Rinderknech      | Lesley Turner Fred Stolle | -         | -         | -                   | -                   |
| 1963  | -                       | -                       | 2e tour (1/16) P. Barthès        | Jan Lehane John Newcombe  | -         | -         | -                   | -                   |
| 1968  | -                       | -                       | 1er tour (1/32) Jean Borotra     | E. Subirats J. Subirats   | -         | -         | -                   | -                   |

Sous le résultat, le partenaire ; à droite, l’ultime équipe adverse.